# Donau Cup
De Donau Cup 1958 was eigenlijk de 18e editie van de Mitropacup, de internationale beker en voorloper van de huidige Europacups. Omdat dit seizoen ook clubs uit Bulgarije en Roemenië deelnamen werd voor één seizoen de naam "Donau Cup" gevoerd.
Rode Ster Belgrado werd winnaar van dit toernooi.
De deelnemende clubs kwamen uit Hongarije, Joegoslavië, Tsjechoslowakije, Bulgarije en Roemenië. Oostenrijk vaardigde dit seizoen geen clubs af.
 Eerste ronde 
| Winnaar            | Land                           | Uitslagen | Land                           | Verliezer         |
| ------------------ | ------------------------------ | --------- | ------------------------------ | ----------------- |
| Rode Ster Belgrado | Vlag van Joegoslavië           | 2-0 , 0-0 | Vlag van Tsjecho-Slowakije     | Dukla Pardubice   |
| Rudá Hvězda Brno   | Vlag van Tsjecho-Slowakije     | 3-0 , 1-2 | Vlag van Hongarije             | Salgótarján BTC   |
| Radnicki Belgrado  | Vlag van Joegoslavië           | 3-3 , 2-1 | Vlag van Hongarije             | Ferencvárosi TC   |
| Tatran Prešov      | Vlag van Tsjecho-Slowakije     | 2-4 , 4-1 | Vlag van Joegoslavië           | Partizan Belgrado |
| Lokomotiv Sofia    | Vlag van Bulgarije (1948-1967) | 4-1 , 0-1 | Vlag van Hongarije             | Tatabánya Bányász |
| Vojvodina Novi Sad | Vlag van Joegoslavië           | 0-1 , 5-0 | Vlag van Bulgarije (1948-1967) | Levski Sofia      |
| Stiinta Timisoara  | Vlag van Roemenië (1952-1965)  | 3-5 , 3-0 | Vlag van Tsjecho-Slowakije     | Dynamo Praag      |
| MTK Boedapest      | Vlag van Hongarije             | 3-2 , 6-2 | Vlag van Roemenië (1952-1965)  | CCA Boekarest     |

 Kwartfinale 
| Winnaar            | Land                       | Uitslagen     | Land                           | Verliezer          |
| ------------------ | -------------------------- | ------------- | ------------------------------ | ------------------ |
| Rode Ster Belgrado | Vlag van Joegoslavië       | 4-4 , 1-0     | Vlag van Bulgarije (1948-1967) | Lokomotiv Sofia    |
| Rudá Hvězda Brno   | Vlag van Tsjecho-Slowakije | 0-0 , 0-0 wnl | Vlag van Joegoslavië           | Vojvodina Novi Sad |
| Radnicki Belgrado  | Vlag van Joegoslavië       | 4-2 , 3-1     | Vlag van Roemenië (1952-1965)  | Stiinta Timisoara  |
| Tatran Prešov      | Vlag van Tsjecho-Slowakije | 1-0 , 3-4 wnl | Vlag van Hongarije             | MTK Boedapest      |

 Halve finale 
| Winnaar            | Land                       | Uitslagen | Land                       | Verliezer         |
| ------------------ | -------------------------- | --------- | -------------------------- | ----------------- |
| Rode Ster Belgrado | Vlag van Joegoslavië       | 0-0 , 2-1 | Vlag van Joegoslavië       | Radnicki Belgrado |
| Rode Ster Brno     | Vlag van Tsjecho-Slowakije | 3-0 , 0-0 | Vlag van Tsjecho-Slowakije | Tatran Prešov     |

 Finale 
| WINNAAR            | Land                 | Uitslagen | Land                       | FINALIST         |
| ------------------ | -------------------- | --------- | -------------------------- | ---------------- |
| Rode Ster Belgrado | Vlag van Joegoslavië | 4-1 , 3-2 | Vlag van Tsjecho-Slowakije | Rudá Hvězda Brno |

1927 · 1928 · 1929 · 1930 · 1931 · 1932 · 1933 · 1934 · 1935 · 1936 · 1937 · 1938 · 1939 · 1940 · 1951 · 1955 · 1956 · 1957 · 1958 · 1959 · 1960 · 1961 · 1962 · 1963 · 1964 · 1965 · 1966 · 1967 · 1968 · 1969 · 1970 · 1971 · 1972 · 1973 · 1974 · 1975 · 1976 · 1977 · 1978 · 1980 · 1981 · 1982 · 1983 · 1984 · 1985 · 1986 · 1987 · 1988 · 1989 · 1990 · 1991 · 1992